# 石岡有料道路

石岡有料道路（いしおかゆうりょうどうろ）は、茨城県石岡市にあった茨城県道路公社管理の有料道路。現在は国道355号バイパス（一般道路）の一部。無料解放後は石岡道路とも称する。

## 概要
- 路線：県道石岡笠間線→国道355号
- 起点：石岡市大字石岡字館下[1] - 茨城県道138号石岡つくば線
- 終点：石岡市鹿の子[1] - 茨城県道7号石岡筑西線
- 総延長：2.4km[1]

## 沿革
- 1978年（昭和53年）3月6日：県道石岡笠間線のバイパスとして道路区域が指定される[2]。
- 1978年（昭和53年）12月20日：工事着工[3]。
- 1981年（昭和56年）3月31日：県道石岡笠間線の路線として、石岡有料道路の改築工事が完了[1]。
- 1981年（昭和56年）4月1日：供用開始（普通車100円、大型車(I)150円、大型車(II)350円、軽自動車70円、軽車両等10円）[4]。
- 1983年（昭和58年）8月25日：県道石岡笠間線の路線廃止に伴い、国道355号の道路区域に指定[5]。
- 1997年（平成9年）4月1日：料金改定（普通車100円、大型車(I)160円、大型車(II)370円、軽自動車70円、軽車両等10円）[6]。
- 2005年（平成17年）3月31日：無料開放[7]。

## 通行料金
1981年の開通以来、一度だけ料金改定があり、改定後の1997年4月1日から無料開放されるまでの通行料金は、次の通り。
- 大型車（II）：370円
- 大型車（I）：160円
- 普通車：100円
- 軽自動車等：70円
- 軽車両等：10円

## 無料開放
石岡有料道路は、1981年（昭和56年）4月1日から30年間の料金徴収期間が設けられていた。しかし、市街地の激しい渋滞を裏腹に交通量が低迷するばかりか、料金所を通過せずに通れる抜け道も存在したため経営的に低調であった。そのため、周辺の旧・石岡市、旧・八郷町、旧・千代田町、旧・美野里町、旧・玉里村の5市町村の要望により、未償還分の料金を茨城県と5市町村が負担することで、6年間前倒しして無料開放された。無料開放以降は交通量が急増し、国道6号方面へのアクセスに多く利用されている。